# Glambeck (Neustrelitz)

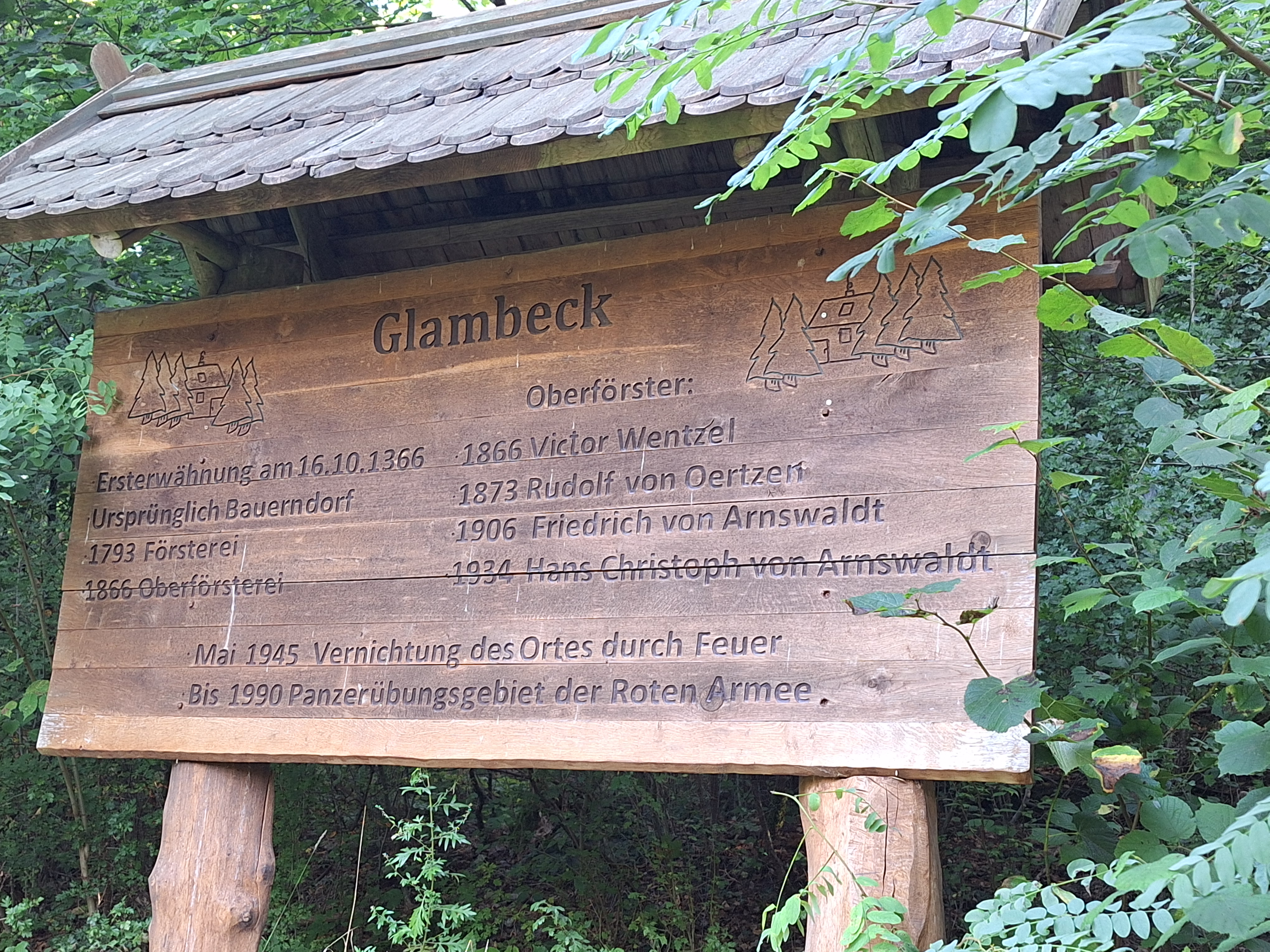
Gedenktafel zur Erinnerung an das 1945 wüst gewordene Glambeck

Glambeck ist der Flurname eines Wald- und Heidegebietes und wüsten Dorfes im Stadtwald im Norden der Stadt Neustrelitz in Mecklenburg-Vorpommern. Einst eine Försterei und Sandtagebau (heute Teiche) diente die Gegend zu DDR-Zeiten der in Neustrelitz-Tannenhof kasernierten Sowjetarmee als Übungsgelände, angrenzend an den bedeutendsten Truppenübungsplatz Granzin-Adamsdorf (heute Teil des Müritz-Nationalparks).